# Arrondissement de Port-au-Prince
Arrondissement de Port-au-Prince (franska: Port-au-Prince) är ett arrondissement i Haiti.   Det ligger i departementet Ouest, i den södra delen av landet. Huvudstaden Port-au-Prince ligger i Arrondissement de Port-au-Prince. Antalet invånare är 2 109 516. Arean är 736 kvadratkilometer.
Terrängen i Arrondissement de Port-au-Prince är varierad.
Arrondissement de Port-au-Prince delas in i:
- Carrefour
- Delmas
- Gressier
- Port-au-Prince
- Cité Soleil
- Tabarre
- Pétionville
- Kenscoff